# Scleroprocta tetonica
Scleroprocta tetonica är en tvåvingeart som först beskrevs av Alexander 1945.  Scleroprocta tetonica ingår i släktet Scleroprocta och familjen småharkrankar. Inga underarter finns listade i Catalogue of Life.